# Cybaeus maculosus
Cybaeus maculosus är en spindelart som beskrevs av Takeo Yaginuma 1972. Cybaeus maculosus ingår i släktet Cybaeus och familjen vattenspindlar. Inga underarter finns listade i Catalogue of Life.